# Phillip Best
Phillip Best (* 26. Oktober 1814 in Mettenheim; † 1869 in Altenglan) war ein deutscher Brauer und Präsident der Phillip Best Brewing Company, die später als Pabst Brewing Company bekannt wurde.

## Leben
Bests Vater war der Bierbrauer Jacob Best. 1842 emigrierten Bests Brüder Jacob und Charles in die USA und ließen sich in Kilbourntown in Milwaukee nieder. Zwei Jahre später entschloss sich sein Vater, mit dem Rest der Familie zu folgen.
Gemeinsam betrieb die Familie die Empire Brewery, welche bald in Best and Company (auch Best and Sons) umbenannt wurde. Neben Bier wurde auch Whiskey und Essig hergestellt. Bald konzentrierte sich die Familie jedoch auf die Herstellung von Bier.
1850 verließen die Söhne Charles und Lorenz das Unternehmen, um eine eigene Brauerei aufzubauen, welche später unter der Leitung von Frederick Miller als Miller Brewing Company bekannt wurde. Als Bests Vater 1853 in den Ruhestand ging, übernahm er die Brauerei. Sechs Jahre später benannte er sie in Phillip Best Brewing Company um.
Best übergab in den 1860er Jahren die Leitung an seine Schwiegersöhne Frederick Pabst und Emil Schandein, die jeweils die Hälfte der Anteile an der Brauerei gekauft hatten. Unter Pabst und Schandein wurde die Firma zur erfolgreichen Pabst Brewing Company.
Neben seiner Tätigkeit für die Brauerei war Best ein Major General der Wisconsin State Militia. Darüber hinaus war er im Finanzwesen tätig.
Best starb 1869 während einer Europareise in Altenglan. Er wurde in Landstuhl begraben.

## Familie
Phillip Best und Anna Maria hatten zwei Töchter und einen Sohn:
- Maria Best (* 16. Mai 1842 Mettenheim; † 3. Okt. 1906 Milwaukee) ⚭ Frederick Pabst
- Elizabetha/Lisette Best (* 4. Sept. 1848 Wisc.), ab 1866 ⚭ Emil Schandein
- Heinrich/Henry Best (* 20. Feb. 1853 Milwaukee)